# إدموند مكنمارا
إدموند مكنمارا (بالإنجليزية: Edmund McNamara)‏ هو لاعب كرة قدم أمريكية أمريكي، ولد في 13 أبريل 1920 في بوسطن في الولايات المتحدة، وتوفي في 20 فبراير 2000.